# Feargus Urquhart
Feargus Urquhart (Tustin, 19 aprile 1970) è un autore di videogiochi e imprenditore statunitense, amministratore delegato di Obsidian Entertainment.
Gli appassionati di giochi di ruolo per computer conoscono Feargus da quando lavorava per Interplay, in particolare come leader dei Black Isle Studios. Questo team, che Urquhart aveva fondato nel 1998 dopo l'abbandono di Tim Cain, era la divisione di Interplay che si occupava dei giochi di ruolo; diversi i titoli famosi nati grazie all'opera di questa software house: Icewind Dale, Planescape: Torment, Fallout, Fallout 2, Baldur's Gate e Baldur's Gate II: Shadows of Amn (gli ultimi due in collaborazione con Bioware).
Quando la Interplay cominciò a intravedere difficoltà finanziarie, il futuro della Black Isle divenne incerto. Urquhart e altri veterani decisero di andarsene e nel 2003 fondarono Obsidian Entertainment; Feargus attualmente riveste il ruolo di CEO della software house.
Feargus Urquhart era un playtester di The Bard's Tale Construction Set nel 1991.